# Langerhansia cerina
Langerhansia cerina är en ringmaskart som först beskrevs av Grube 1878.  Langerhansia cerina ingår i släktet Langerhansia och familjen Syllidae. Inga underarter finns listade i Catalogue of Life.